# Ctirad Benáček
Ctirad Benáček, né le 8 septembre 1924, à Bratislava, en Tchécoslovaquie et décédé en décembre 1999, à Auckland, en Nouvelle-Zélande, est un joueur tchécoslovaque de basket-ball, devenu entraîneur de volley-ball du Sparta Volley Auckland en Nouvelle-Zélande, puis dirigeant sportif. Il a été nommé président d'honneur de la fédération néo-zélandaise de volley-ball.